# リバティボウル
リバティ・ボウル (Liberty Bowl) は、アメリカ合衆国で毎年12月に開催される大学のアメリカンフットボール（カレッジフットボール）のボウル・ゲームである。

## 歴史
1959年に始まったリバティボウルは1963年までペンシルベニア州フィラデルフィアのフィラデルフィア・ミュニシパル・スタジアムで開催されたが、12月の寒風の中でのゲームは観客動員に難があり、1964年ニュージャージー州アトランティックシティのコンベンション・ホールで初の屋内開催となった。1965年からは本拠地をテネシー州メンフィスのリバティボウル・メモリアル・スタジアム en:Liberty Bowl Memorial Stadium に置き、非BCSのボウル・ゲームでは最古のものとして定着している。
対戦は伝統的にカンファレンスUSA優勝チームとサウスイースタン・カンファレンスのチームで行われる。

## 歴代勝利校
- 2000年：コロラド州立大学
- 2001年：ルイビル大学
- 2002年：テキサスクリスチャン大学
- 2003年：ユタ大学
- 2004年：ルイビル大学
- 2005年：タルサ大学
- 2006年：サウスカロライナ大学
- 2007年：ミシシッピ州立大学
- 2009年：ケンタッキー大学
- 2010年（1月）：アーカンソー大学
- 2010年（12月）：セントラルフロリダ大学
- 2011年：シンシナティ大学
- 2012年：タルサ大学
- 2013年：ミシシッピ州立大学
- 2014年：テキサスA&M
- 2016年（1月）：アーカンソー大学
- 2016年（12月）：ジョージア大学
- 2017年：アイオワ州立大学
- 2018年：オクラホマ州立大学
- 2019年：海軍兵学校
- 2020年：ウェストバージニア大
- 2021年:テキサス工科大
- 2022年:アーカンソー大
- 2023年:メンフィス大